# Křivočarý pohyb
Křivočarý (též obecný) pohyb je takový pohyb, při kterém je trajektorií obecná křivka.

## Charakteristiky pohybu
Základními charakteristikami obecného pohybu jsou poloha tělesa, jeho rychlost a zrychlení v daném čase.
Polohu tělesa lze určit pomocí polohového vektoru {\displaystyle \mathbf {r} }, který je v takovém případě spojitou vektorovou funkcí času, což lze vyjádřit zápisem
{\displaystyle \mathbf {r} =\mathbf {r} (t)}
Obecný pohyb je charakterizován tím, že vektor rychlosti i zrychlení se s časem mění. Trajektorií je tedy prostorová křivka, po níž se těleso (hmotný bod) pohybuje s proměnlivou rychlostí a zrychlením. U tohoto pohybu může být směr zrychlení vzhledem ke směru rychlosti obecně libovolný.
O rychlosti lze v případě obecného pohybu říci pouze to, že má směr tečny k trajektorii pohybu.
Při křivočarém pohybu se v podstatě vždy vyskytuje zrychlení. Velikost rychlosti se však nemusí měnit, pokud se mění směr rychlosti. Příkladem takového pohybu může být kruhový pohyb.
Zrychlení je výhodné rozložit do směru pohybu, tzn. do směru tečny k trajektorii, a do směru kolmého k pohybu, tzn. do směru normály k trajektorii. Hovoříme pak o zrychlení tečném a normálovém.
Nutno rozlišovat pohyb bodu a pohyb tělesa. Pohyb bodu charakterizuje tvar trajektorie (čáry), kterou bod při svém pohybu opisuje: pohyb přímočarý a pohyb křivočarý. Pohyb tělesa charakterizují trajektorie nejméně dvou bodů: jsou-li to shodné křivky nebo přímky jedná se o pohyb posuvný. Jsou-li to soustředné kružnice, je to pohyb otáčivý, a pokud dva body tělesa opisují různé trajektorie - např. jeden přímku a druhý kružnici (ojnice klikového mechanizmu), jedná se o obecný pohyb tělesa.